# Alice (film, 2002)
Pour les articles homonymes, voir Alice.
Pour plus de détails, voir Fiche technique et Distribution.
Alice est un film franco-britannique réalisé par Sylvie Ballyot en 2002.

## Synopsis
Alice (Anne Bargain) a 20 ans quand Manon, sa sœur, la laisse pour se marier. Alice rencontre Elsa (Lei Dinety). À travers elle, Alice revit son amour pour Manon. Le passé envahit le présent, deux réalités se mélangent.

## Fiche technique
- Titre : Alice
- Réalisateur : Sylvie Ballyot
- Scénario : Laurent Larivière
- Production : Nathalie Eybrard et Jean-Philippe Labadie
- Décors : Béatrice Ferrand
- Son : Emmanuel Soland
- Sociétés de Production : Catncage Pictures et Les Films à Paulo
- Pays :  France et  Royaume-Uni
- Format : couleur et noir et blanc
- Durée : 50 minutes
- Genre : drame
- Date de sortie : 2002

## Distribution
- Anne Bargain : Alice
- Lei Dinety : Elsa
- Élodie Mennegand : Manon
- Fabrice Cals
- Violetta Ferrer
- David Kammenos
- Alain Lahaye
- Armelle Legrand
- Florian Morin: Le cousin d'Alice